# Barão de Iguape
Barão de Iguape é um título nobiliárquico criado por D. Pedro II do Brasil por decreto de 12 de outubro de 1848, a favor de Antônio da Silva Prado. Faz referência à cidade paulista de Iguape, em relação a Antônio da Silva Prado. E quanto a Inácio Rodrigues Pereira Dutra refere-se a Santiago do Iguape, na Bahia.
Titulares
1. Antônio da Silva Prado (1778–1875) — capitão-mor e vice-presidente da Província de São Paulo.
2. Inácio Rodrigues Pereira Dutra (1802–1888) — coronel da Guarda Nacional.